# Actus Silvestri

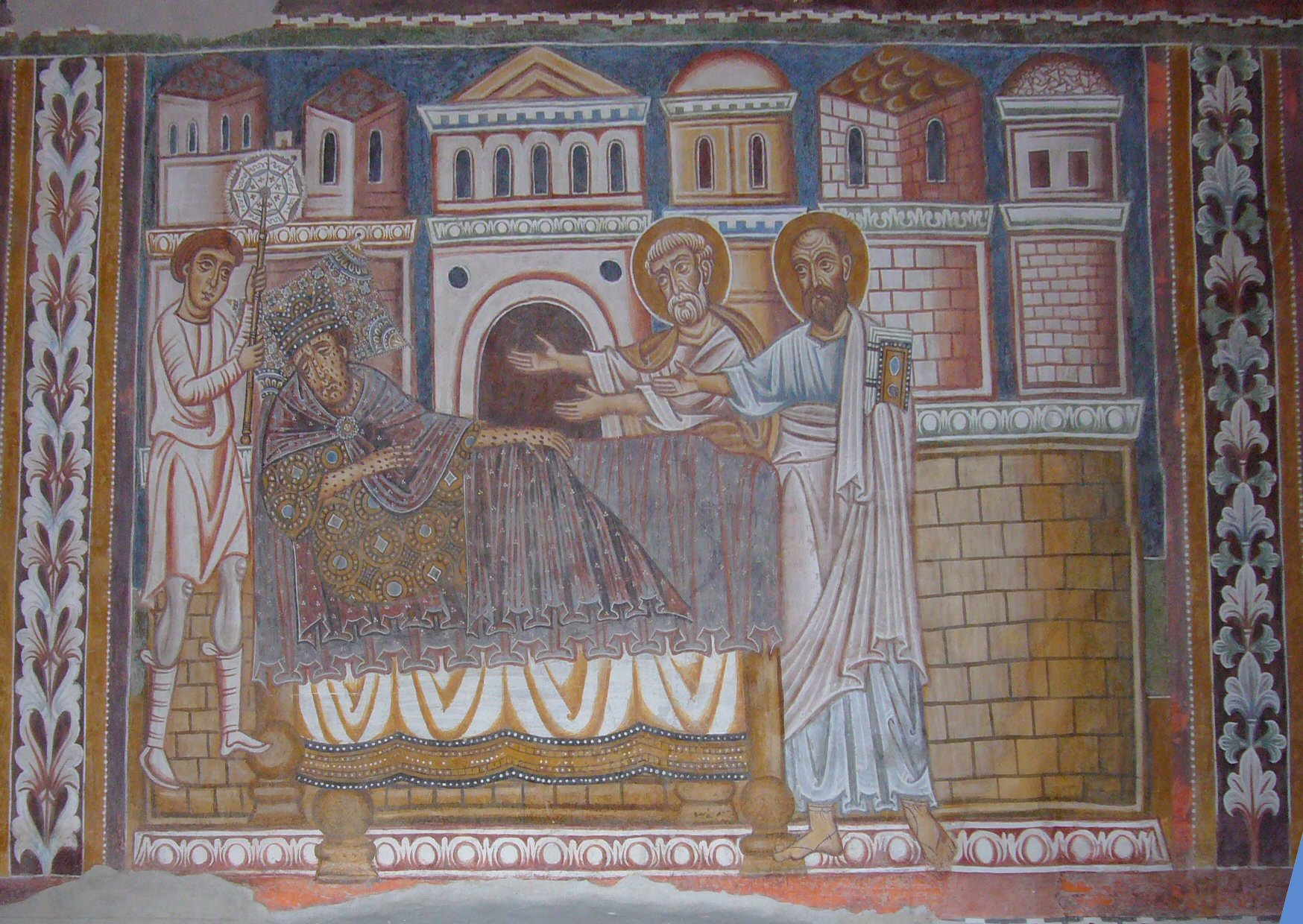
Affresco duecentesco della cappella di San Silvestro nella basilica dei Santi Quattro Coronati: i santi Pietro e Paolo appaiono in sogno aCostantino I, ammalato di lebbra, per consigliargli di farsi battezzare da papa Silvestro I per guarire dalla lebbra, secondo il racconto degli Actus Silvestri

Gli Actus Silvestri sono un documento che riporta episodi leggendari della vita di papa Silvestro I, tramandati in diverse versioni da numerosi manoscritti, in latino, in greco e in siriaco.
Le sezioni del documento trattano delle opere e delle riforme liturgiche del papa, del battesimo di Costantino I (Conversio Constantini) e di una discussione tra il papa e dodici rabbini.
Le sezioni furono assemblate tra la fine del IV e la metà del V secolo.
Gli Actus Silvestri sono menzionati la prima volta nel Decretum Gelasianum, documento attribuito a papa Gelasio I  (492-496).
Alla leggenda di Costantino guarito miracolosamente dalla lebbra per mezzo del suo battesimo alluderebbe anche l'iscrizione di un mosaico nella basilica di San Pietro in Vaticano, attribuito all'epoca di papa Leone I (440-461).

## Conversio Constantini
Nella seconda sezione si narra di come Costantino, divenuto imperatore dopo la morte di Costanzo Cloro ancora pagano e promotore di persecuzioni contro i cristiani, si sarebbe ammalato di lebbra. I sacerdoti pagani gli avrebbero suggerito una cura consistente nel bagnarsi nel sangue di bambini. Costantino, tuttavia, impressionato dal pianto delle madri si sarebbe rifiutato di sottoporsi a tale pratica e nella notte successiva gli sarebbero apparsi in sogno i santi Pietro e Paolo che gli avrebbero consigliato di sottoporsi al battesimo, richiamando il vescovo Silvestro, fuggito sul monte Soratte per timore delle persecuzioni. Guarito dal battesimo nel palazzo del Laterano, Costantino avrebbe concesso al vescovo di Roma doni e privilegi, riconoscendogli lo status di capo di tutti i cristiani.
Otto giorni dopo il suo battesimo, Costantino avrebbe inoltre iniziato i lavori di costruzione della basilica di San Giovanni in Laterano all'interno del suo palazzo.
La leggenda è in contrasto con la versione storicamente più sicura del battesimo dell'imperatore, effettuato in punto di morte a Nicomedia dal vescovo ariano Eusebio di Nicomedia e fu probabilmente redatta allo scopo di eliminare la scomoda professione ariana del primo imperatore cristiano e di legittimare il primato della Chiesa di Roma. Inoltre, come altre fonti agiografiche si preoccupa di dimostrare l'inferiorità del paganesimo. Anche la basilica lateranense venne fondata non sopra un palazzo di proprietà imperiale, ma sui Castra nova equitum singularium.

## Disputa con i rabbini e conversione di Elena
Nella terza parte, corrispondente a circa i due terzi del testo complessivo, si presentava la madre di Costantino, Elena come simpatizzante dell'ebraismo. Papa Silvestro si sarebbe dunque impegnato in una disputa davanti a giudici pagani contro 12 rabbini per decidere quale fosse la vera religione. Sono riportate dodici altercationes o dispute, che trattano di diversi argomenti. All'ultima sarebbe stato portato un toro al quale uno dei rabbini avrebbe soffiato nell'orecchio il nome di Yahweh, facendolo immediatamente morire, mentre papa Silvestro, pronunciandogli all'orecchio il nome di Cristo, l'avrebbe subito resuscitato. A seguito di tale dimostrazione il cristianesimo sarebbe stato riconosciuto come la vera religione. Elena si sarebbe dunque convertita al cristianesimo e sarebbe in seguito partita per il suo viaggio a Gerusalemme.

## Fortuna
Gli Actus Constantini furono utilizzati dalla biografia di papa Silvestro nel Liber Pontificalis e la leggenda così creatasi fu alla base del falso della Donazione di Costantino.
Le vicende narrate sono riportate in diversi cicli pittorici (affreschi duecenteschi della cappella di San Silvestro nella basilica dei Santi Quattro Coronati di Roma e altri della stessa epoca nell'abside della chiesa di San Silvestro a Tivoli).
La leggenda della disputa di papa Silvestro con i dodici rabbini fu acclusa nella duecentesca Leggenda Aurea di Jacopo da Varazze.